# Ponte romano di Vaison-la-Romaine
Il ponte romano di Vaison-la-Romaine è un ponte stradale sull'Ouvèze, situato a Vaison-la-Romaine, nel dipartimento francese del Vaucluse nella regione Provenza-Alpi-Costa Azzurra. Il ponte, costruito 2000 anni fa,  è sopravvissuto pressoché intatto.

## Descrizione

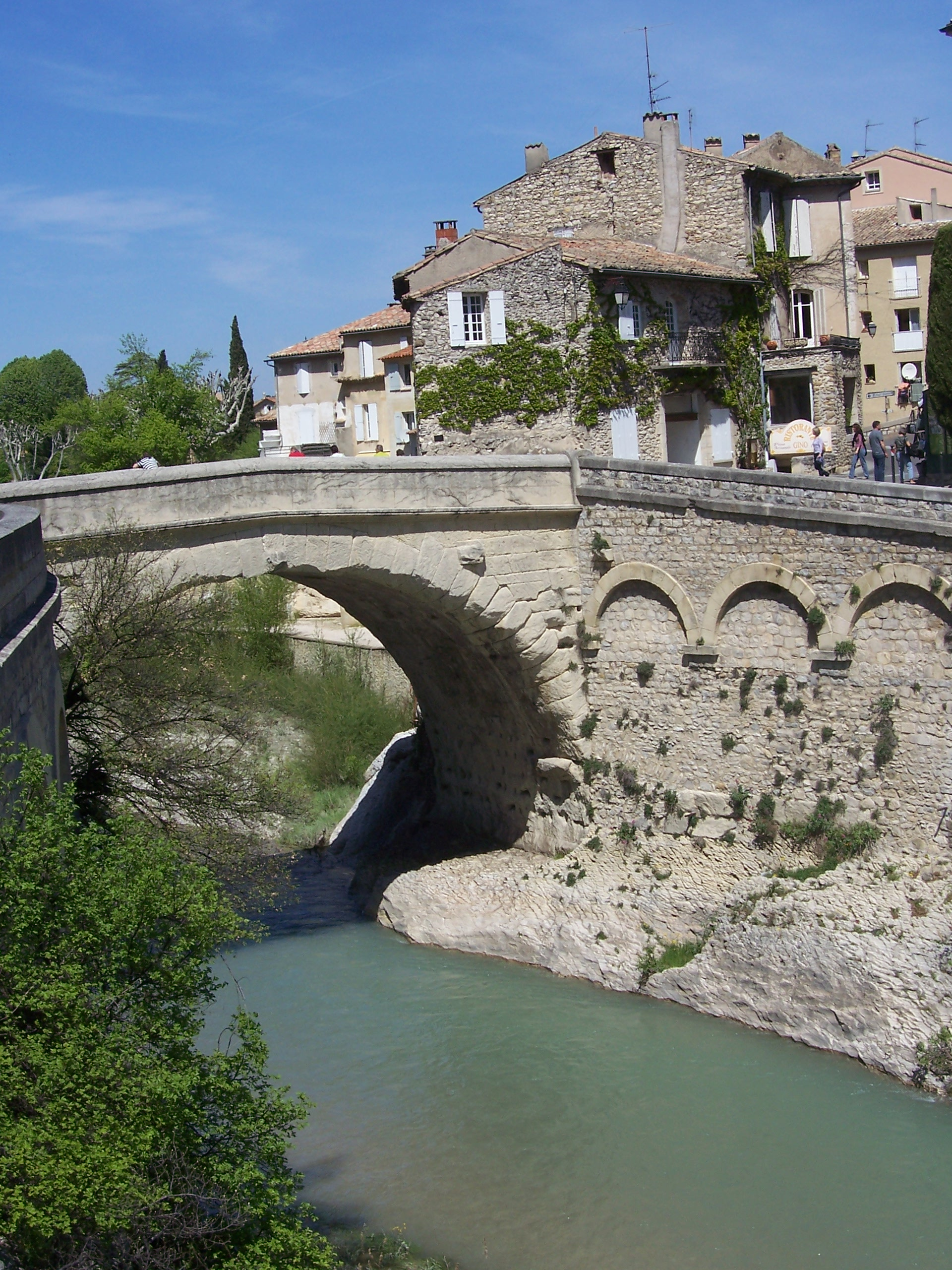
Ponte romano visto dal lato della città medievale.

Il ponte è costruito su un restringimento dell'Ouvèze. È ancorato e si appoggia alla roccia e collega il centro della città di Vaison-la-Romaine ad Haute-Ville.

## Storia
Costruito nel I secolo d. C., su palificate lignee oggi scomparse, è ancora in uso. Il ponte è classificato tra i Monumenti Storici nella lista del 1840  .
Alla fine della seconda guerra mondiale, un'esplosione tedesca causò alcuni danni e richiese il restauro della volta e la sostituzione di alcune chiavi di volta, effettuata nel 1953.
E' sopravvissuto a diverse inondazioni: il 15 agosto 1616 un'alluvione travolse i parapetti, non si sa se fossero quelli originali .
Il 22 settembre 1992, il ponte ha resistito all'alluvione di Vaison-la-Romaine che ha devastato la regione e causato la morte di 37 persone. Solo il suo parapetto è stato danneggiato

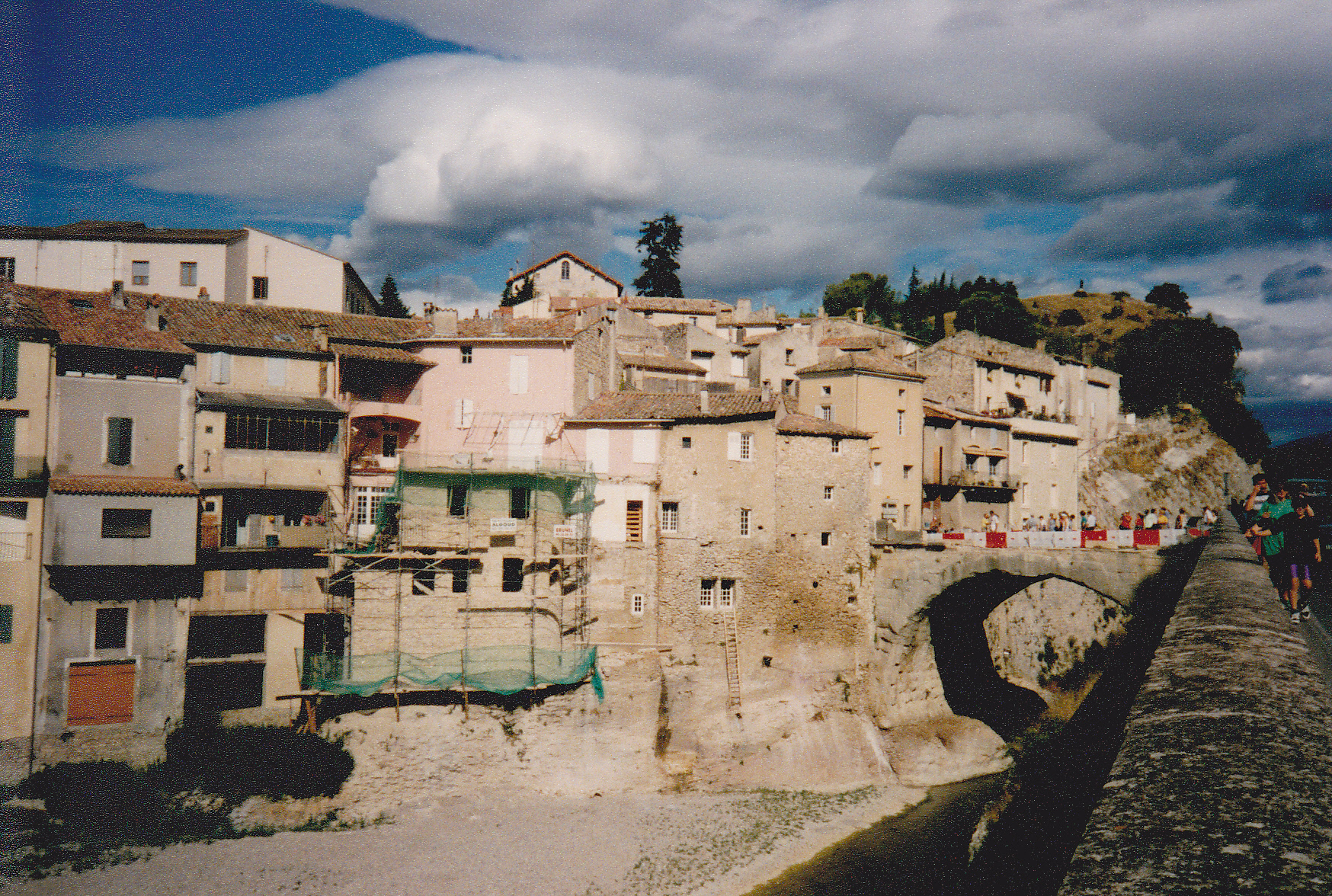
Il ponte nel 1993, dopo la distruzione del parapetto nel 1992